# Richmond Football Club

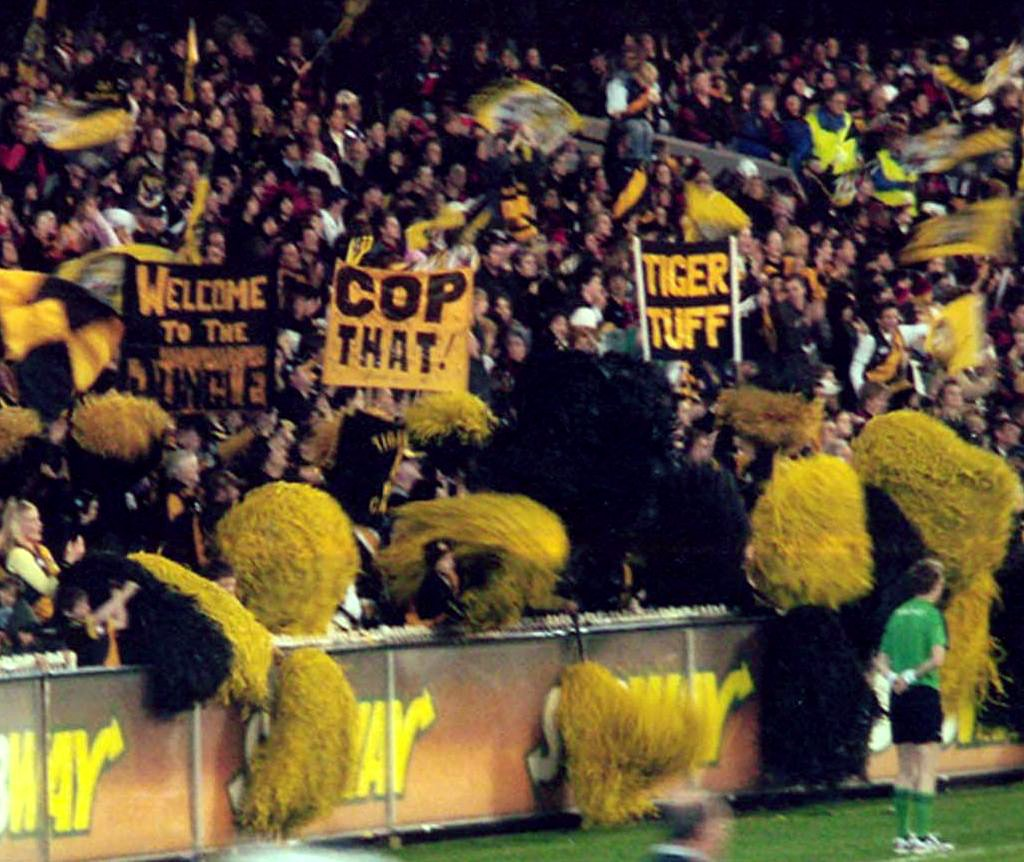

De Richmond Football Club, bijgenaamd The Tigers, is een Australian football club die speelt in de Australian Football League (AFL).
Sinds Richmond meedoet aan de competitie (1908) heeft Richmond elf premierships gewonnen, waarvan de meest recente overwinning in 2017 plaatsvond. 
Over de jaren zijn er veel grote spelers uitgekomen voor Richmond. Sommigen worden gezien als de grootste spelers ooit in het Australian football. Zulke spelers zijn onder anderen Jack Dyer, Kevin Bartlett, Royce Hart, Francis Bourke, Ian Stewart, Matthew Richardson en Jack Titus.